# Dorințele regelui
„Dorințele regelui” ("The King's Wishes") este o povestire științifico-fantastică scrisă de autorul american Robert Sheckley. A apărut inițial în revista The Magazine of Fantasy and Science Fiction din iulie  1953 și apoi a fost publicată în colecția de povestiri Untouched by Human Hands (1954). 
În limba română a fost tradusă de Delia Ivănescu și a fost publicată în volumul Monștrii (1995, Editura Nemira, Colecția Nautilus).

## Legături externe
- en  Istoria publicării lucrării Dorințele regelui la Internet Speculative Fiction Database